# Donja Lamana Draga
Donja Lamana Draga est une localité de Croatie située dans la municipalité de Brod Moravice, comitat de Primorje-Gorski Kotar. En 2001, la localité comptait 4 habitants.

## Démographie
| 1948 | 1953 | 1961 | 1971 | 1981 | 1991 | 2001 |
| ---- | ---- | ---- | ---- | ---- | ---- | ---- |
| 25   | 23   | 24   | 15   | 13   | 7    | 4    |